# Уичита
Уѝчита (на английски: Wichita, [ˈwɪtʃɪˌtɔː] произн. Уѝчито) е най-големият град в щата Канзас, Съединените американски щати, административен център на окръг Седжуик.
Разположен е на река Арканзас. Населението на града е 389 255 души (оценка, 2018 г.), а на градската агломерация – 644 888 души (2018).
В началото на XX век местните механици Клайд Сесна и Уолтър Бич започват да разработват проекти на самолети, което дава на Уичита прозвището „Световна авиационна столица“ (на английски: The Air Capital Of The World). Към началото на 1930-те години в града се появяват и други производители на самолети – Stearman, Cessna, Mooney и Beech. Понастоящем Cessna и Hawker Beechcraft все още са базирани в Уичита, наред с Learjet и Spirit AeroSystems. Тук има филиали и на Airbus и Boeing.

## Известни личности
Родени в Уичита
- Кърсти Али (р. 1951 г.), актриса
- Робърт Гейтс (р. 1943 г.), политик
- Рик Меърс (р. 1951 г.), автомобилен състезател
- Върнън Смит (р. 1927 г.), икономист
- Колтън Хейнс (р. 1988 г.), актьор
- Кендъл Шмид (р. 1990 г.), актьор
- Джими Доналдсън, по-известен като MrBeast (р. 1998 г.), американски ютюбър и филантроп

## Побратимени градове
- Канкун, Кинтана Ро, Мексико[4]
- Кайфън, Хънан, Китай[4]
- Орлеан, Лоаре, Франция[5][6]
- Тлалнепантла де Бас, Мексико, Мексико[4]